# 루키우스 안니우스 바수스
루키우스 안니우스 바수스(Lucius Annius Bassus)는 초기 로마 제국의 원로원 의원이며, 베스파시아누스 집권기에 활약한 것으로 알려져 있다. 그는 서기 70년 11월부터 12월까지 눈디니움 기간 그나이우스 라이카이우스 바수스 카이키나 파이투스를 동료 집정관으로 둔 보좌 집정관이었다.
바수스에 대한 가장 이른 사적 상의 언급은 그가 총독으로 있던 키프로스의 쿠리온에서 출토된 비문이다. 이 비문은 65년 8월 22일에서 66년 8월 22일 사이의 것으로 바수스의 임기 기간인 네로 황제의 조각상 건립에 대하여 전한다. 그의 다음 등장은 타키투스를 통해서이며, 그는 바수스가 달마티아 속주에 주둔했던 클라우디아 제9군단의 지휘관이었다고 하였다. 타키투스는 바수스가 순종적이던 달마티아 총독 마르쿠스 폼페이우스 실바누스 스타베리우스 플라비누스가 중대한 순간에 베스파시아누스를 지지하도록 조종했다고 전하였다.
바수스는 서기 2세기 초반기까지 살았을지도 모른다. 클라우디우스 폴리오를 자신의 친구 가이우스 율리우스 코르누투스 테르툴루스에게 추천한 서신에서 소플리니우스는 폴리오가 최근 사망한 바수스의 호의적인 전기를 썼다고 언급하였다:"찬미를 받을 만한 고귀한 행위, 그것은 흔치 않은 것이기에, 많은 이들이 죽은 사람에 대한 기억을 떠올려 푸념을 늘어놓게 한다."